# Inventions & Dimensions
| Recensione | Giudizio |
| ---------- | -------- |
| AllMusic   | [ 3 ]    |

Inventions & Dimensions è il terzo album discografico del pianista jazz statunitense Herbie Hancock, pubblicato dalla casa discografica Blue Note Records nel marzo del 1964.

## Tracce

### LP
Tutti i brani sono stati composti da Herbie Hancock.
Lato A
1. Succotash – 7:38
2. Triangle – 10:59

Lato B
1. Jack Rabbit – 5:55
2. Mimosa – 8:35
3. A Jump Ahead – 6:31

### CD
Tutti i brani sono stati composti da Herbie Hancock.
Edizione CD del 2005, pubblicato dalla Blue Note Records (7243 5 63799 2 3)
1. Succotash – 7:38
2. Triangle – 10:59
3. Jack Rabbit – 5:55
4. Mimosa – 8:35
5. A Jump Ahead – 6:31
6. Mimosa – 10:06 – Traccia bonus - Alternate Take

## Formazione
- Herbie Hancock - piano
- Paul Chambers - contrabbasso
- Willie Bobo - batteria, timbales
- Osvaldo "Chihuahua" Martinez - congas, bongos, Güiro, finger cymbals

Note aggiuntive
- Alfred Lion - produttore
- Michael Cuscuna - produttore riedizione su CD
- Registrazioni effettuate il 30 agosto 1963 al Van Gelder Studio di Englewood Cliffs, New Jersey (Stati Uniti)
- Rudy Van Gelder - ingegnere delle registrazioni
- Francis Wolff - foto copertina album originale
- Reid Miles - design copertina album originale
- Nat Hentoff - note retrocopertina album originale[4][5]